# Heilig Hartbeeld (Liempde)
Het Heilig Hartbeeld is een standbeeld in de Nederlandse plaats Liempde.

## Achtergrond
Dit neogotische Heilig Hartbeeld werd gemaakt in het atelier van Michiel van Bokhoven en Henri Jonkers in 's-Hertogenbosch. Het werd in 1932 geplaatst bij de Sint Jans Onthoofdingkerk, bij het koperen jubileum van P.J. Kluijtmans als pastoor in Liempde. Om het beeld stond een hekwerk, met op de vier hoeken heiligenbeelden.
Bij een restauratie van de kerk in 1968 moest het beeld wijken voor een parkeerplaats. Het werd ingegraven naast de kerk. Het werd twintig jaar later opgegraven, gerestaureerd en in mei 1989, zonder hekwerk, herplaatst.

## Beschrijving
Het beeld heeft een driehoekscompositie: centraal staat Jezus, in een gedrapeerd gewaad, met op zijn borst het vlammende Heilig Hart. Hij houdt zijn linkerhand zegenend boven de geknielde beschermengel van Liempde, die hem een scepter aanbiedt. Met zijn rechterhand reikt hij naar de kroon die Johannes de Doper hem aanbiedt.